# Pristava nad Stično
Pristava nad Stično je zaselek v Občini Ivančna Gorica. 
Leži na položnem goličavem prevalu in je 4 km oddaljena od Stične. Slovi kot lepa izletniška in razgledna točka. Je tudi kontrolna in orientacijska točka na Bajdurovi in Lavričevi poti ter na Poti slovenskih legend. 
Da bi se aktivisti OF in borci NOV – domačini oddolžili prebivalcem krajev nad Stično za njihov prispevek v NOB, obenem pa nadomestili nekdanjo planinsko kočo na Obolnem, je bil leta 1963 na Pristavi nad Stično zgrajen partizanski dom. Na domu je spominska plošča iz belega marmorja, ki priča: » Na tem področju sta med osvobodilnim bojem delala Okrožni komite KPS in Okrožni odbor OF Stična. Tu so se križale partizanske in kurirske poti – TV 3.« 
V tem partizanskem domu so Igor Bavčar, Janez Janša, Tone Krkovič, Vinko Beznik in Jože Kolenc kot poveljstvo Manevrske strukture narodne zaščite RS  7. septembra 1990 sprejeli prvi tajni načrt uporabe enot, ki je predvideval obrambo Slovenije v primeru agresije JLA. Osnovne zamisli iz tega načrta so bile uresničene v Vojni za Slovenijo junija in julija leta 1991. 
Nedaleč stran stoji tudi cerkev sv. Lamberta (650 mnm), ki je postavljena na mestu nekdanjega gradu, v katerem je prebivala t. i. »Gospa s Pristave«, vojvodinja Virida iz Milana. Virida je bila soproga habsburškega vojvode Leopolda III., ki je vodil tudi večino naše dežele. Na gradičku je živela po moževi smrti leta 1386, do svoje smrti leta 1407 (pokopana je v Stiški baziliki). Cerkev je postavljena na temeljih gradu, ohranjena je le ena stena, ki danes služi kot oltar.

## Galerija
- Partizanski dom na Pristavi nad Stično
- Cerkev sv. Lamberta